# 司馬韡
司馬韡（3世纪—301年10月5日），西晋宗室，安平献王司馬孚之孙，太原成王司马辅第三子。
司馬韡出继五叔下邳王司马晃。司马晃二子：司马裒、司马绰。司马裒早卒，司馬綽有重病，别封良城县王。司馬韡袭封下邳王（治所今江苏省睢宁县西北）。司馬韡官至侍中、尚书，永宁元年（301年）八月己巳去世，子司馬韶袭封下邳王。
| 前任： 司馬晃 | 晋朝下邳王 297年－301年 | 繼任： 司馬韶 |